# Maria de las Mercedes d’Orléans-Montpensier

Königin Maria de las Mercedes von Spanien

Infantin Maria de las Mercedes d’Orléans y Borbón (* 24. Juni 1860 im Palacio Real in Madrid; † 26. Juni 1878 ebenda) war eine spanisch-französische Prinzessin aus dem Haus Orléans und durch Heirat mit Alfons XII. Königin von Spanien.
Ihr vollständiger Name lautete spanisch María de las Mercedes Isabel Francisca de Asís Antonia Luisa Fernanda Felipa Amalia Cristina Francisca de Paula Ramona Rita Cayetana Manuela Juana Josefa Joaquina Ana Rafaela Filomena Teresa Santísima Trinidad Gaspara Melchora Baltasara de Todos los Santos de Orleans y Borbón.

## Leben
Maria de las Mercedes war die fünfte Tochter von Antoine d’Orléans, duc de Montpensier (1824–1890) und seiner Frau Infantin Luisa Fernanda (1832–1897), jüngste Tochter des spanischen Königs Ferdinand VII. und Prinzessin Maria Christina von Sizilien. Väterlicherseits war sie eine Enkelin des französischen Bürgerkönigs Ludwig Philipp und seiner Frau Prinzessin Maria Amalia von Neapel-Sizilien. Als Taufpaten fungierten ihre Tante, Königin Isabella II., und deren Mann Titularkönig Francisco von Assisi. Maria de las Mercedes verbrachte ihre Kindheit zusammen mit ihren älteren Geschwistern im Palast San Telmo in Sevilla. Sie bekam eine damals für Fürstenhäuser übliche höfische Mädchen-Erziehung. Das umfasste Reisen besonders im Herrschaftsgebiet ebenso wie Sprachen, Schöne Künste, Reiten, Nadelarbeit, Singen, Etikette, Tanz und Genealogie. Anfang Juli 1868 kam die spanische Regierung einer vor allem unter den höheren Offizieren der Armee weit verbreiteten Verschwörung auf die Spur, die nach Entthronung der Königin den Herzog von Montpensier auf den spanischen Thron bringen wollte, und wies den Herzog mit seiner Familie aus Spanien aus. Mit ihrer Mutter und ihren Geschwistern lebte sie dann in Frankreich im Exil. 1872 traf sie das erste Mal in Paris ihren Cousin (ersten Grades) Alfons, Prinz von Asturien (1857–1885) und verliebte sich in ihn.

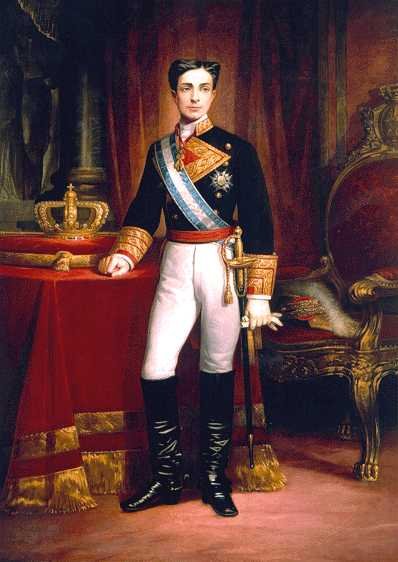
Alfons, Fürst von Asturien und spätere spanische König Alfons XII.

Der Sohn von Königin Isabella II., Prinz Alfons, unterschied sich in einem wichtigen Punkt von seinen Vorgängern: in seiner umfassenden Bildung sowohl als Privatperson wie auch als König. Geboren am 28. November 1857 in Madrid, lernte Prinz Alfons schon mit elf Jahren die harte Schule des Exils kennen. Er war der erste König des modernen Spanien, dessen Erziehung sich früh dem Bereich höfischer Schmeicheleien entzog und in verschiedenen europäischen Ländern ergänzt wurde. Er kannte die Drangsal des Exils und die europäische Wirklichkeit: die Instabilität der französischen Politik nach dem Sieg der Preußen bei Sedan, die Bedeutung Deutschlands unter der Regierung Bismarcks und das politische Modell des englischen Konstitutionalismus. In diesen Jahren wurden die Fäden der bourbonischen Restauration geknüpft. Der Mann, der die restaurative Bewegung leitete, war einer der berühmtesten Politiker des 19. Jahrhunderts: Antonio Cánovas del Castillo. Seine Absicht war es, eine Monarchie einzurichten, die die monarchistische spanische Tradition mit den liberalen Errungenschaften der bürgerlichen Revolution verknüpfen sollte. Die restaurative Bewegung bot sich als ein Mittelweg zwischen Absolutismus und Revolution an. In Prinz Alfons hatte Cánovas einen gelehrigen Schüler, der sich der Fehler des Regimes seiner Mutter bewusst war. Alfons war ein moderner Mann, der der Wirklichkeit gegenüber sehr aufgeschlossen war. Er wusste um seine Verantwortung seinem Land und Europa gegenüber und war bereit, der König der Versöhnung zu sein, den Cánovas Programm voraussetzte. Katholisch wie seine Vorfahren, liberal wie ein Mann seines Jahrhunderts – so stellte er sich selbst den Spaniern vor, und zwar in einem Manifest, das er seinem Land von der Militärakademie von Sandhurst aus geschickt hatte. Am 29. Dezember 1874 rief ihn ein großer Teil der Armee zum König aus.

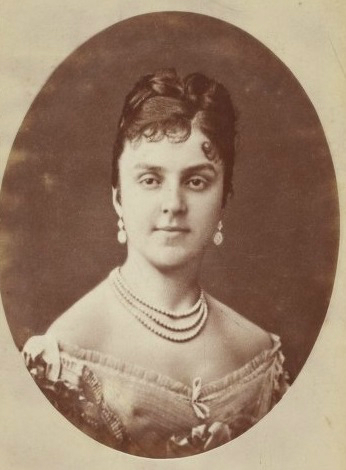
Maria de las Mercedes

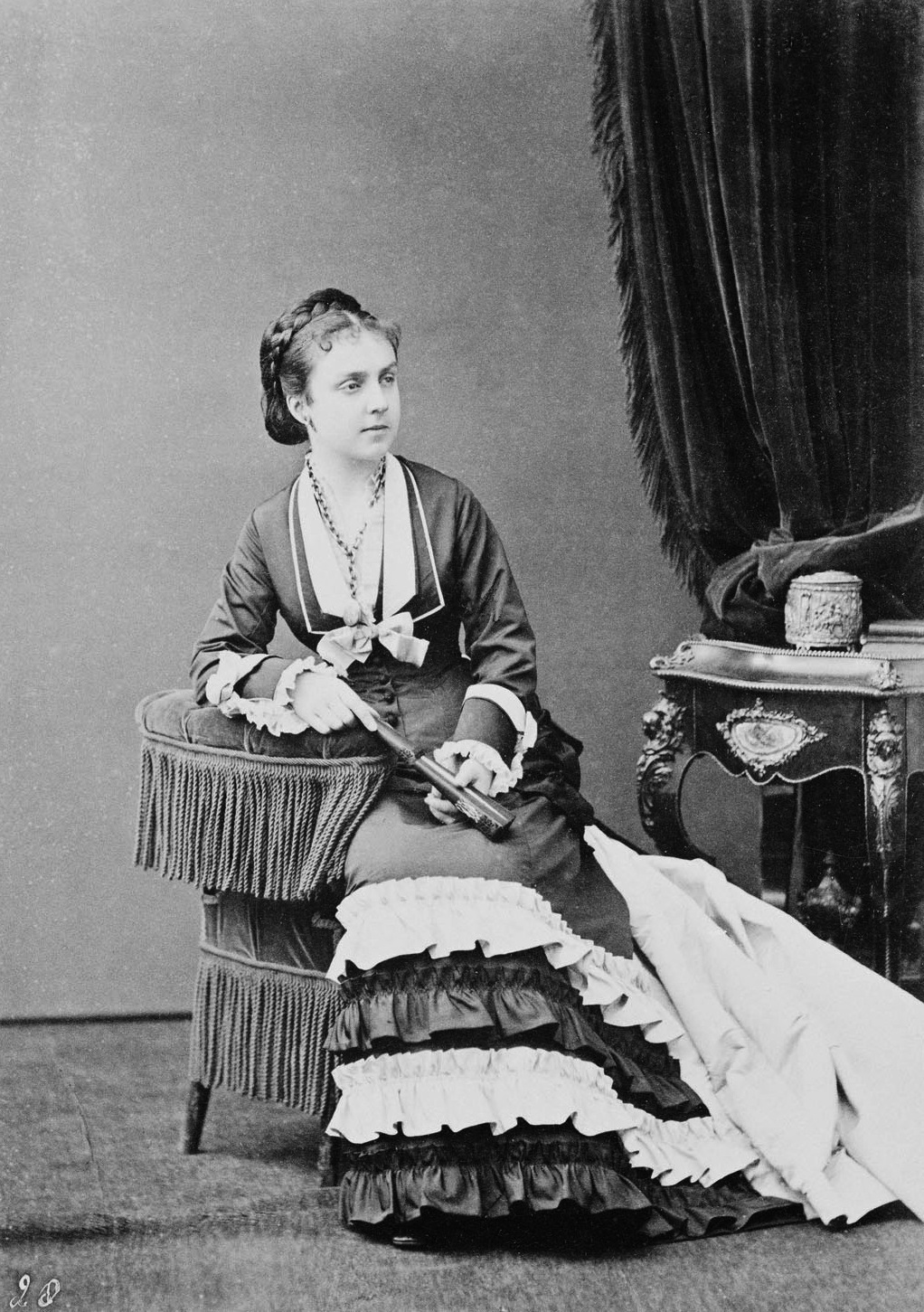
Königin Maria de las Mercedes von Spanien, 1877

Cánovas hatte gehofft, dass der Monarch auf einen Aufruf des Volkes durch die Cortes auf den Thron kommen würde und nicht durch ein Pronunciamiento des Militärs. Doch er beugte sich den Tatsachen und zog seinen Nutzen aus dem Konsensus, der sich durch die Proklamation in Spanien ergab.
Auf einem Familientreffen sah Maria de las Mercedes ihren Cousin, König Alfons XII., wieder und beide verliebten sich ineinander. Die Verbindung fand jedoch keine Zustimmung bei der königlichen Familie – besonders bei der ehemaligen Königin Isabella. Sie hatte eine andere Braut für ihren Sohn im Auge, und zwar Infantin Blanca de Borbón (1868–1949), älteste Tochter von Carlos María de Borbón, Herzog von Madrid und Prinzessin Margarita von Bourbon-Parma. Cánovas Favoritin war dagegen die Prinzessin Beatrice (1857–1944), Tochter der britischen Königin Victoria und Prinzgemahl Albert von Sachsen-Coburg und Gotha. Doch der junge König blieb stur und bekam sogar die Unterstützung des spanischen Volkes.
Am 23. Januar 1878 fand die Heirat zwischen der Infantin Maria de las Mercedes und König Alfons XII. in Madrid statt. Alfons war schließlich völlig auf seine junge Frau fixiert und überhäufte sie mit Liebesbeweisen. Kurz nach den Flitterwochen erkrankte die junge Königin an Typhus und erlitt eine Fehlgeburt. Sie starb zwei Tage nach ihrem 18. Geburtstag und sechsmonatiger Ehe. Seit dem Jahr 2000 befinden sich ihre sterblichen Überreste in der Almudena-Kathedrale.
Als sein Minister Antonio Cánovas del Castillo eine erneute Heirat vorschlug, fiel die Wahl auf Marias ältere Schwester, Maria Christina d’Orléans-Montpensier (1852–1879). Doch sie starb 1879 an Tuberkulose, und so heiratete Alfons XII. einige Monate später die Erzherzogin Maria Christina von Österreich.

## Sonstiges
- Königin Maria de las Mercedes war eine der Initiatorin für die Erbauung der Catedral de la Almudena in Madrid, der Baubeginn war im Jahr 1883, die Fertigstellung 1993. Einem Wunsch Alfons folgend, wurde der Leichnam seiner ersten Frau am 8. November 2000 dorthin überführt.
- Die Liebe zwischen Maria de las Mercedes und Alfons findet sich in der spanischen Literatur, Poesie und in den Volksliedern wieder.